# Window Maker
Window Maker (v minulosti WindowMaker) je jedním z mnoha správců oken primárně vyvíjený pro operační systém Linux. Je vyvíjen jako OpenStep kompatibilní prostředí vzhledově podobné NeXTSTEPu.
Window Maker je velmi rychlý, nenáročný na paměť a diskový prostor. Lze jej konfigurovat pomocí grafických utilit WPrefs nebo WMakerConf. Podporuje dualhead a Xineramu. Zatím poslední verze byla vydána v roce 2023.

## Menu
Po kliknutí pravým tlačítkem myši na plochu se zobrazí menu, které si lze přizpůsobit.